# Małgorzata Jasińska
Małgorzata Jasińska (Olsztyn, 18 januari 1984) is een Pools ploegleidster en voormalig wielrenster.

## Carrière
Jasińska werd vier keer Pools kampioene op de weg en een keer in het tijdrijden. Ze won twee keer het eindklassement en drie keer het bergklassement in de Ronde van Toscane. Ook won ze in 2015 het bergklassement van de Tour de l'Ardèche. In 2018 werd ze vijfde op het wereldkampioenschap op de weg in Innsbruck, op ruim zes minuten achter Anna van der Breggen. Dat jaar werd ze tweede in de Grand Prix du Morbihan, tweede in Veenendaal-Veenendaal Classic en zesde in de Ronde van Vlaanderen.
Jasińska werd namens Polen 24e in de wegrit tijdens de Olympische Zomerspelen 2016 in Rio de Janeiro.
Ze reed in 2011 voor de Italiaanse wielerploeg S.C. Michela Fanini Rox en vervolgens vijf jaar voor Alé Cipollini. In 2017 kwam ze uit voor het Amerikaanse Cylance Pro Cycling en in 2018 en 2019 voor het Spaanse Movistar Team. In 2020 en 2021 reed ze voor Cronos-Casa Dorada. Op 11 september 2021 reed ze tijdens de Europese kampioenschappen wielrennen 2021 in Trente haar laatste wedstrijd.
In 2023 en 2024 was ze ploegleider van de Britse ploeg Lifeplus Wahoo.

## Overwinningen
2008

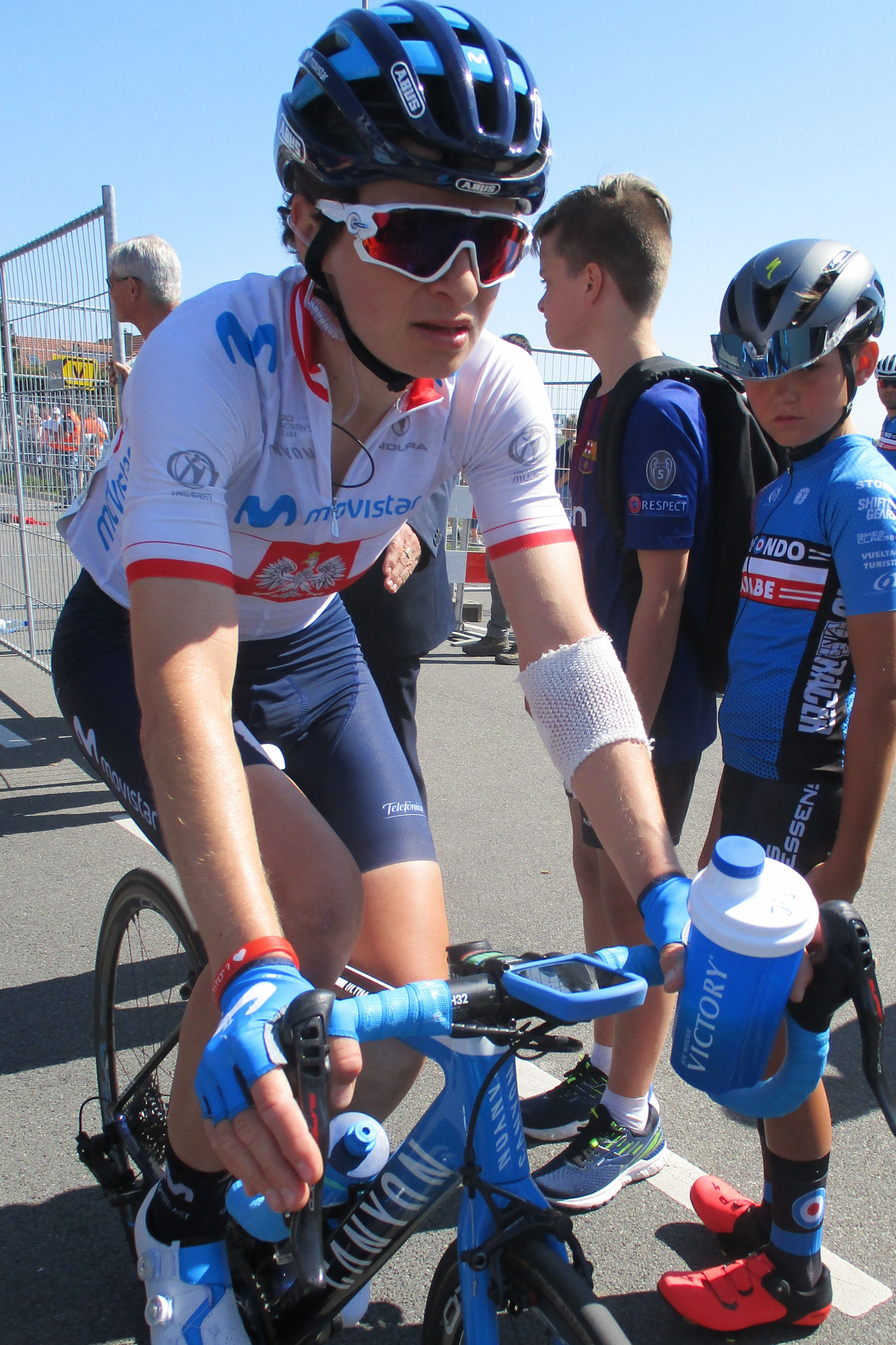
Jasińska in de Poolse kampioenstrui tijdens de Amstel Gold Race 2019.

 Pools kampioenschap op de weg, Elite
2009
 Pools kampioene op de weg, Elite
2010
 Pools kampioene op de weg, Elite
2012
 Pools kampioenschap op de weg, Elite
 Eindklassement Giro della Toscana
 Bergklassement Giro della Toscana
2e etappe Giro della Toscana
2014
 Bergklassement Giro della Toscana
2e etappe Giro della Toscana
2015
 Pools kampioene op de weg, Elite
 Eindklassement Giro della Toscana
 Bergklassement Giro della Toscana
2e etappe Giro della Toscana
 Bergklassement Tour de l'Ardèche
2016
 Pools kampioene op de weg
 Pools kampioene tijdrijden
Grand Prix San Luis
2018
 Pools kampioene op de weg, Elite
 Pools kampioene tijdrijden, Elite

### Klassiekers en WK

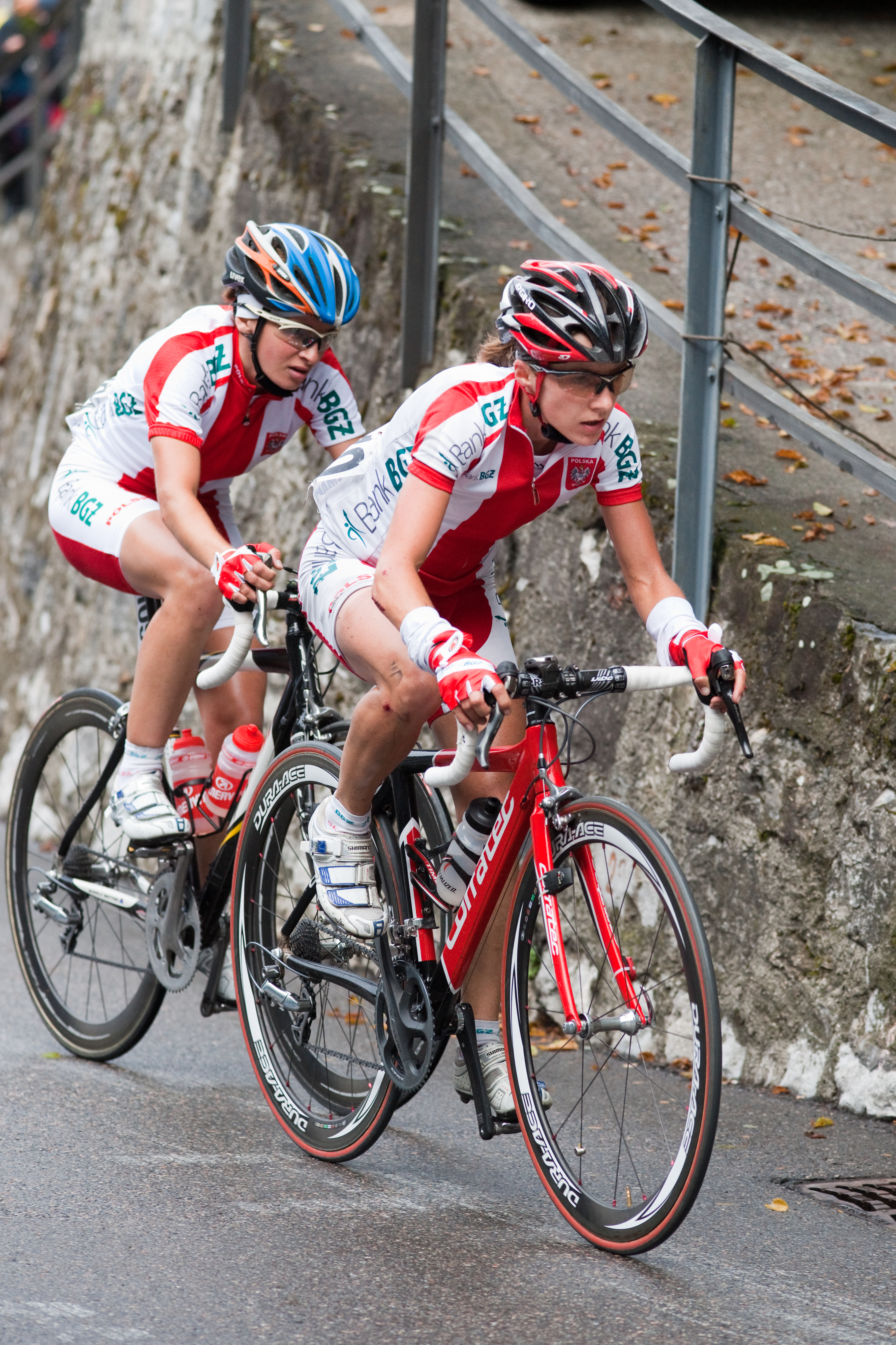
Małgorzata Jasińska en Sylwia Kapusta (rechts) tijdens het WK 2009.

| Jaar | Gent-Wevelgem | Ronde van Vlaanderen | Amstel Gold Race | Luik-Bast.‑Luik | Trofeo Alfredo Binda | Waalse Pijl |  | WK op de weg |
| ---- | ------------- | -------------------- | ---------------- | --------------- | -------------------- | ----------- |  | ------------ |
| 2005 |               |                      |                  |                 |                      |             |  | 22e          |
| 2006 |               |                      |                  |                 |                      |             |  | opgave       |
| 2007 |               |                      |                  |                 |                      |             |  | opgave       |
| 2008 |               |                      |                  |                 | 63e                  |             |  | 23e          |
| 2009 |               |                      |                  |                 |                      |             |  | opgave       |
| 2010 |               |                      |                  |                 |                      |             |  |              |
| 2011 |               | 27e                  |                  |                 | 47e                  | 65e         |  | 53e          |
| 2012 |               |                      |                  |                 |                      | 74e         |  | 52e          |
| 2013 |               |                      |                  |                 |                      | opgave      |  | opgave       |
| 2014 |               | 19e                  |                  |                 | 60e                  | 29e         |  | 19e          |
| 2015 |               | 48e                  |                  |                 | 62e                  | 33e         |  | 21e          |
| 2016 | 25e           | 22e                  |                  |                 | 17e                  | 13e         |  |              |
| 2017 | 41e           | 43e                  | 22e              | 86e             | 38e                  | 67e         |  | opgave       |
| 2018 | 41e           | 6e                   | 17e              | 21e             | 43e                  | 35e         |  | 5e           |
| 2019 | opgave        |                      |                  |                 | 15e                  |             |  | 64e          |
| 2020 |               |                      |                  |                 |                      |             |  | 20e          |

## Ploegen

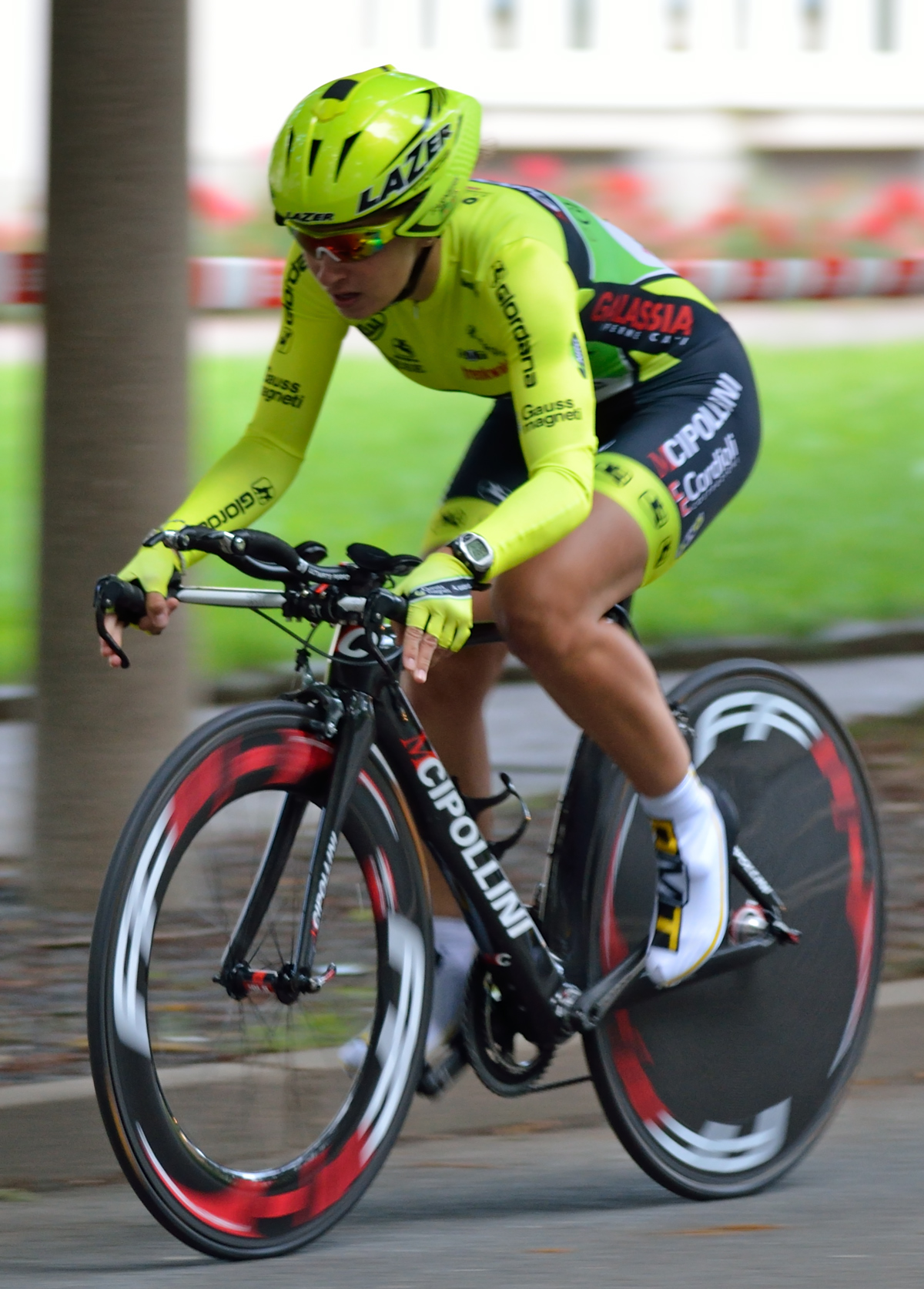
Jasińska reed in 2012 bij MCipollini-Giambenini.

- 2007 -  Pol-Aqua
- 2008 -  Pol-Aqua
- 2011 -  S.C. Michela Fanini Rox
- 2012 -  MCipollini-Giambenini
- 2013 -  MCipollini-Giordana
- 2014 -  Alé Cipollini
- 2015 -  Alé Cipollini
- 2016 -  Alé Cipollini
- 2017 -  Cylance Pro Cycling
- 2018 -  Movistar Team
- 2019 -  Movistar Team
- 2020 -  Cronos-Casa Dorada
- 2021 -  Women Cycling Team

Baccaille · Bastianelli · Borchi · Carretta · Cecchini · Guderzo · Jasińska · Pironato · Tagliaferro · Tomasini · Valentini · Zorzi
Antoshina · Baccaille · Carretta · Grifi · Guderzo · Jasińska · Kapusta-Szydlak · Pavin · Saarelainen · Scandolara · Stricker · Tagliaferro
Baccaille · Berlato · Bonomi · Carretta · Guarischi · Guderzo · Jasińska · Olds · Pavin · Ryan · Santesteban · Tagliaferro
Algisi · Bartelloni · Berlato · Cauz · Confalonieri · Cucinotta · Faure · Fernandes · Fidanza · Frapporti · Jasińska · Muccioli · Olds · Oliveira · Rossato · Tagliaferro
Alzini · Bastianelli · Cauz · Cucinotta · Fahlin · Jasińska · Muccioli · Rossato · Santesteban · Skerritt · Tagliaferro · Trevisi
Barbieri · Doebel-Hickok · Gutiérrez · Jasińska · Keough · King · Knol · Numainville · Ratto · Tagliaferro · Tetrick · Wild · Zaveta
Biannic · García · González · Jasińska · Llamas · Merino · Neylan · Oyarbide · Rodríguez · Teruel
Biannic · Fournier · García · González · Gutiérrez · Jasińska · Llamas · Merino · Oyarbide · Rodríguez · Teruel